# Gunnar H. Thomsen
Gunnar Helmer Thomsen (ur. 5 lipca 1975 w Klaksvíku, Wyspy Owcze) – farerski basista grający aktualnie w zespole Týr. W grupie pełni także rolę drugiego wokalisty. Muzyk mieszka w Kopenhadze.

## Kariera muzyczna
Gunnar H. Thomsen po raz pierwszy zetknął się z muzyką heavymetalową w wieku 11 lat, po obejrzeniu teledysku The Number of the Beast.
Trzy lata później Gunnar dołączył do zespołu Crusier, później przemianowanego na Wolfgang. Grał w nim również jego aktualny kolega z Týra Heri Joensen.
W 1997 przeniósł się do Kopenhagi by rozpocząć studia muzyczne. Do dziś mieszka w stolicy Danii. Po roku Gunnar spotkał ponownie Heriego Joensena i Káriego Streymoya, niewiele później założyli wspólnie zespół Týr, w którym grają do dziś.

## Źródła inspiracji i zainteresowania
- Muzyk podaje za swe źródła inspiracji muzycznej między innymi: Geezera Butlera, Lesa Claypoola, Rogera Glovera, Steve'a Harrisa i Petura Mohra Reinerta.
- Ulubionymi zespołami Gunnara są: Accept, Black Sabbath, Deep Purple, Dio, Ian Gillan Band, Iron Maiden, Metallica, Rainbow oraz Uriah Heep.
- Interesuje się nurkowaniem, oraz fauną morską, szczególnie odkryciami archeologicznymi prowadzonymi w tej dziedzinie.
- Gunnar Thomsen używa gitary basowej Music Man.